# Huma Qureshi
Huma Saleem Qureshi (Nuova Delhi, 28 luglio 1986) è un'attrice indiana.

## Filmografia parziale

### Cinema
- Gangs of Wasseypur – Part 1, regia di Anurag Kashyap (2012)
- Gangs of Wasseypur – Part 2, regia di Anurag Kashyap (2012)
- Luv Shuv Tey Chicken Khurana, regia di Sameer Sharma (2012)
- Ek Thi Daayan, regia di Kannan Iyer (2013)
- Shorts, registi vari (2013)
- D-Day, regia di Nikkhil Advani (2013)
- Dedh Ishqiya, regia di Abhishek Chaubey (2014)
- Badlapur, regia di Sriram Raghavan (2015)
- Highway, regia di Umesh Vinayak Kulkarni (2015)
- X: Past Is Present, registi vari (2015)
- White, regia di Uday Ananthan (2016)
- Jolly LLB 2, regia di Subhash Kapoor (2017)
- Il palazzo del Viceré (Viceroy's House), regia di Gurinder Chadha (2017)
- Dobaara: See Your Evil, regia di Prawaal Raman (2017)
- Kaala, regia di Pa. Ranjith (2018)
- Army of the Dead, regia di Zack Snyder (2021)

### Televisione
- Leila (2019)